# Agência de Inovação da Unicamp
A Agência de Inovação da Unicamp (Inova Unicamp) objetiva ampliar o impacto do ensino, pesquisa e extensão da Unicamp por meio do desenvolvimento de parcerias e iniciativas que estimulem a inovação e o empreendedorismo em benefício da sociedade. A Inova Unicamp foi criada em 23 de julho de 2003 (RESOLUÇÃO GR Nº 51) e teve seu processo de institucionalização atualizado em 12 de novembro de 2004 (pela Deliberação CAD-A-2[ligação inativa]).

## Gestão de Propriedade Intelectual
A INOVA é a agência dentro da universidade que auxilia na gestão da propriedade intelectual gerada por meio de pesquisas que acontecem por intermédio da Universidade Estadual de Campinas. Através dela, os pesquisadores têm acesso a uma 'consultoria' para a confeccção de licenciamentos e proteção de marcas, produtos e processos.

## Depósito de Patentes e Licenciamento de Inovações
Através da agência, as invenções criadas na universidade ganham um auxílio especializado para virem a se transformar em inovações - que é quando uma invenção  se transforma em um produto ou processo que é implementado no mercado.

## Ligações internas
- Inovação
- Invenção
- Patente
- Propriedade Intelectual